# Tan Malaka
Datuk Ibrahim gelar Sutan Malaka (1894 - 21 de febrero de 1949), más conocido como Tan Malaka, fue un político nacionalista y comunista de Indonesia. A pesar de vivir gran parte de su vida en el exilio, jugó un papel clave en los movimientos independentistas del Sureste Asiático.
En 1921 fue elegido presidente del Partido Comunista de Indonesia (PKI) pero fue expulsado del país por las autoridades coloniales el siguiente año. Tras ser proclamada la independencia en 1945, volvió para luchar contra el colonialismo holandés y en 1948 se convirtió en uno de los líderes del Partai Murba (Partido Proletario) organizado como oposición al gobierno de Sukarno. Fue ejecutado en 1949.
Entre 1913 y 1919 estudió en el instituto oficial para profesores (Rijkskweekschool) en la localidad holandesa de Haarlem, y durante su estancia en Europa comenzó a estudiar teoría comunista y socialista, lo cual le convenció de la necesidad de liberar a Indonesia del dominio holandés.
Tras su regreso a Indonesia en 1919, trabajó como profesor y entró en contacto con lo que después sería el PKI. Más tarde, como sindicalista, participaría en la organización de una huelga en 1920 que tuvo lugar en la isla de Sumatra.
Al ser ofrecida la oportunidad de establecer una escuela popular, un modelo que más tarde se extendería por Java, para la organización nacionalista Sarekat Islam (SI), se fue a Semarang.
Ya en 1924, Tan Malaka se había convertido en la figura más relevante de la Internacional Comunista en todo el Sureste Asiático. Aparece en 1925 en Manila y, haciéndose pasar por un músico llamado Jorge Fuentes, entra en contacto con los nacionalistas filipinos hasta que los norteamericanos consiguen deportarle en 1927.
El PKI, claramente nacionalista y comunista, aunque distanciado del comunismo soviético o chino (y del fallido golpe de Musso en Madiun del 18 de septiembre de 1948) obtuvo un gran seguimiento popular y su popularidad personal era tal que, de no haber sido ejecutado, podría haber derrotado a Sukarno y su vicepresidente Muhammad Hatta.

## Algunas publicaciones
Escribió su autobiografía, Dari Pendjara ke Pendjara, de tres volúmenes, a mano mientras cumplía una condena impuesto por el gobierno de Sukarno (1947 - 1948). Ha sido traducida al japonés (1981) y al inglés, bajo el título de From Jail to Jail (1991).
- Naar de Republiek Indonesia (1923)
- Indonesia dan Tempatnya di Timur yang Sedang Bangkit (en ruso) (1924)
- Massa Actie (1926)
- Madilog (Materialisme, Dialektika, Logika) (1943)
- Thesis (1946)